# Intelsat IVA F-5
O Intelsat IVA F-5 era um satélite de comunicação geoestacionário construído pela Hughes, ele era de propriedade da Intelsat, empresa atualmente sediada em Luxemburgo. O satélite foi baseado na plataforma HS-353 e sua vida útil estimada era de 7 anos.

## História
O Intelsat IVA F-5 fazia parte da série Intelsat IVA que era composta por seis satélites, dos quais cinco foram colocados em órbita com sucesso. Todos os cinco satélites da série foram retirados e operaram uma média de quase 4 anos além de suas expectativas de vida. A antena dos satélites permitia fazer cobertura desde as massas de terras em ambos os lados da bacia do Atlântico, com quatro feixes pontuais e tinha isolamento suficiente entre as vigas do leste e as vigas ocidentais que usavam as mesmas frequências no leste e no oeste. A separação do feixe por antena direcional permitia esta dupla utilização da frequência, aumentando significativamente a capacidade de comunicação via satélite dentro de uma faixa de frequência atribuída. Embora a exigência da série Intelsat IVA inicial era apenas para o serviço do Atlântico, mas também foi dada uma atenção especial durante o projeto para prestação de serviço sobre os oceanos Índico e Pacífico.
O satélite tinha 20 transponders (transmissores de rádio individuais) em comparação com 12 a bordo de cada satélite Intelsat IV. O mesmo tinha uma altura total de 22 pés, 11 polegadas (7,01 metros) e um diâmetro de 7 pés, 9 polegadas (2,38 metros). Os painéis solares do satélite, coberto com cerca de 17 mil células solares, fornecia energia primária de 600 Watts. O peso do satélite, que tinha um projeto de vida em órbita de 7 anos, era de cerca de £ 3335 (1.515 kg).

## Lançamento
O satélite foi lançado ao espaço no dia 30 de setembro de 1977, às 01:02:59 UTC, por meio de um veículo Atlas SLV-3D Centaur-D1AR a partir da Estação da Força Aérea de Cabo Canaveral, na Flórida, EUA. Mas a missão fracassou porque o foguete Atlas falhou devido a um vazamento de gás. Ele tinha uma massa de lançamento de 1.515 kg.